# 하야카와 나미
하야카와 나미(일본어: 早川 浪, はやかわ なみ, 1984년 10월 6일 ~ )는 대한민국 출신의 일본의 양궁 선수이다. 한국 이름은 엄혜랑(嚴惠浪)이며, 2006년 1월에 일본으로 국적을 바꿨다.

## 생애
전라북도 전주시에서 태어났다. 전북체육고등학교 재학 시절인 2001년에 대한민국 주니어 국가대표로 발탁되어, 체코의 님부르크에서 열린 주니어 유럽컵 대회에서 개인전과 단체전 우승을 차지했다. 이듬해인 2002년에도 주니어 대표로 발탁되어 이탈리아에서 열린 유럽 주니어컵에 참가, 단체전에서 우승했다. 고등학교를 졸업 한 후에는 한국토지공사 양궁단에 입단하여 실업 선수로 활동했다. 이후 일본인과 재혼한 어머니를 따라 일본으로 건너가 일본체육대학에 유학하며 대학팀의 중심으로 활약했다. 2007년 터키 이즈미르에서 열린 세계 실내 선수권 대회에서 금메달을 획득하여 일본 선수로는 최초로 세계 선수권 대회 우승을 달성했다. 같은 해에 열린 월드컵에서는 144사에서 1363점, 70m(36사)에서 335점의 일본 신기록을 기록했다.
베이징에서 열린 2008년 하계 올림픽에 일본 국가대표로 출전, 여자 개인전 6위에 올랐다. 2009년 대학을 졸업하고 같은 해 4월부터 효고현에 있는 고난여자대학(甲南女子大学) 교직원으로 부임했다. 2011년 양궁용 활 제조사인 시부야 아처리 아키하바라점에서 근무.  2012년말 시부야아체리 아키하바라점을 그만뒀다. 2013년 결혼했다. 동생은 하야카와 렌(한국명 엄혜련)

## 같이 보기
- 한국계 일본인
- 하야카와 렌